# Rudabánya
Rudabánya este un oraș în districtul Kazincbarcika, județul Borsod-Abaúj-Zemplén, Ungaria, având o populație de 2.741 de locuitori (2011). 

## Demografie
Componența etnică a orașului Rudabánya
     Maghiari (85,86%)
     Romi (12,35%)
     Germani (1,61%)
     Slovaci (0,19%)
Componența confesională a orașului Rudabánya
     Romano-catolici (41,55%)
     Reformați (16,02%)
     Fără religie (11,09%)
     Greco-catolici (1,57%)
     Necunoscută (28,68%)
     Alte religii (2,37%)
Conform recensământului din 2011, orașul Rudabánya avea 2.741 de locuitori. Din punct de vedere etnic, majoritatea locuitorilor (85,86%) erau maghiari, existând și minorități de romi (12,35%) și germani (1,61%). Nu există o religie majoritară, locuitorii fiind romano-catolici (41,55%), reformați (16,02%), persoane fără religie (11,09%) și greco-catolici (1,57%). Pentru 28,68% din locuitori nu este cunoscută apartenența confesională.